# Bildungsbürgertum

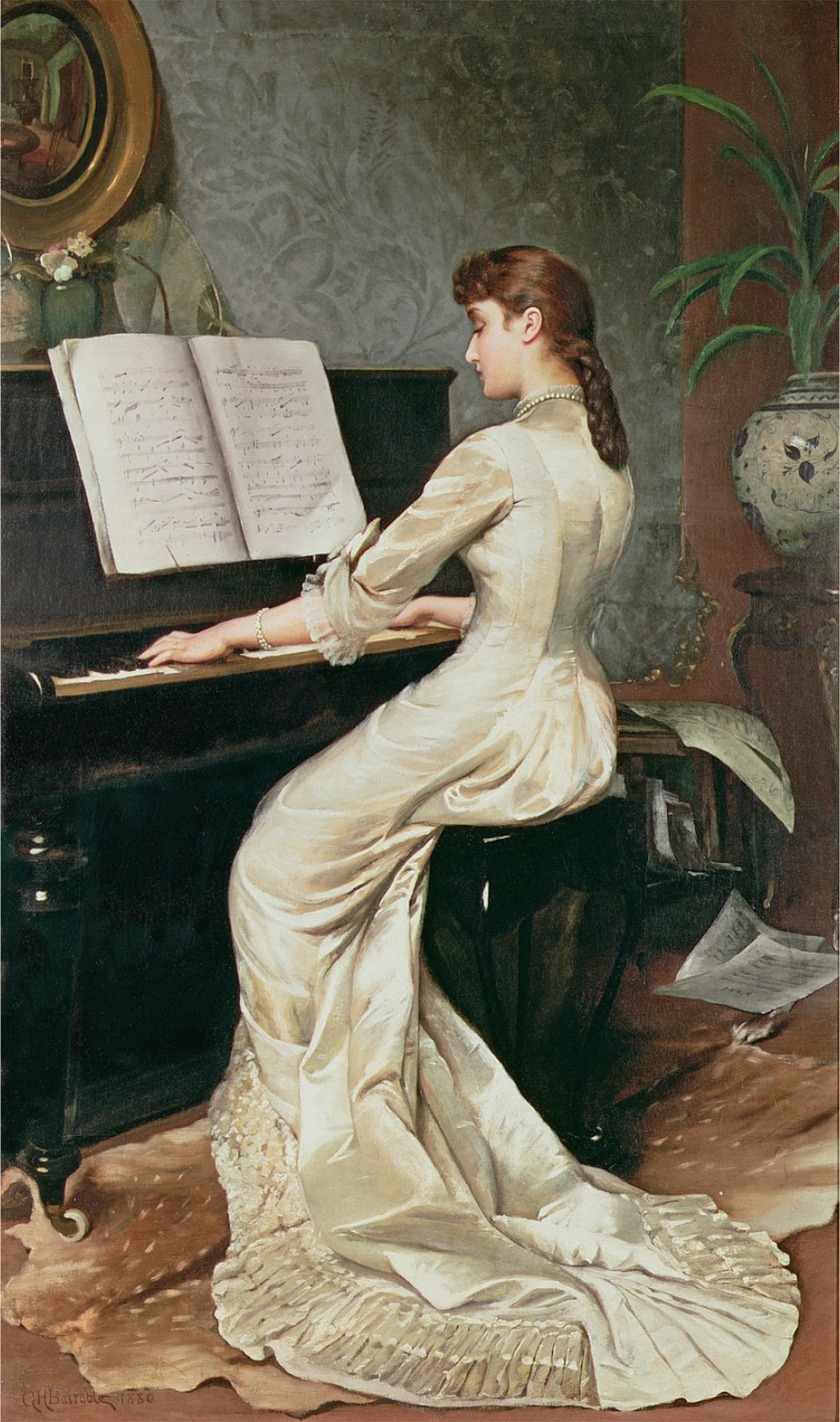
A Song Without Words (Gemälde von George Hamilton Barrable um 1888)

Als Bildungsbürgertum oder Bildungsbürger wird eine einflussreiche Gesellschaftsschicht bezeichnet (Bildungsschicht, heute auch Bildungselite), die humanistische Bildung, Literatur, Wissenschaft und Engagement in Staat und Gemeinwesen für sehr wichtig erachtet und pflegt. Das europäische Bildungsbürgertum entstand Mitte des 18. Jahrhunderts vor allem unter evangelischen Pfarrern, Professoren, Ärzten, reichen Kaufleuten und leitenden Beamten.

## Bedeutung
Die gesellschaftliche Relevanz, die dem Bildungsbürgertum als Deutungselite kultureller Erscheinungen zukam, beruhte in großem Maße auf der dominanten Stellung sowohl in Universitäten und Schulen, wie auch in der Produktion und Verbreitung öffentlicher Meinungen (durch Presse und Literatur). Dabei baute das Bildungsbürgertum auch Bildungs- und Sprachbarrieren auf, die es zu einer elitären Schicht werden ließen, zu der Ungebildete nur schwer Zutritt gewannen. Mitunter aus dieser Milieubeschreibung heraus stammt Pierre Bourdieus im 20. Jahrhundert entwickeltes Konzept des kulturellen Kapitals. Andererseits übernahmen Bildungsbürger oft auch Verantwortung für die Gemeinschaft, ihre Erziehung und Kultur. Das Bildungsbürgertum ist nur eine von vielen Spielarten des Bürgertums, die sich mit anderen überschneidet, sodass es nicht isoliert (etwa von beruflichen, wirtschaftlichen oder politischen Aspekten) betrachtet werden kann.

## Kultur

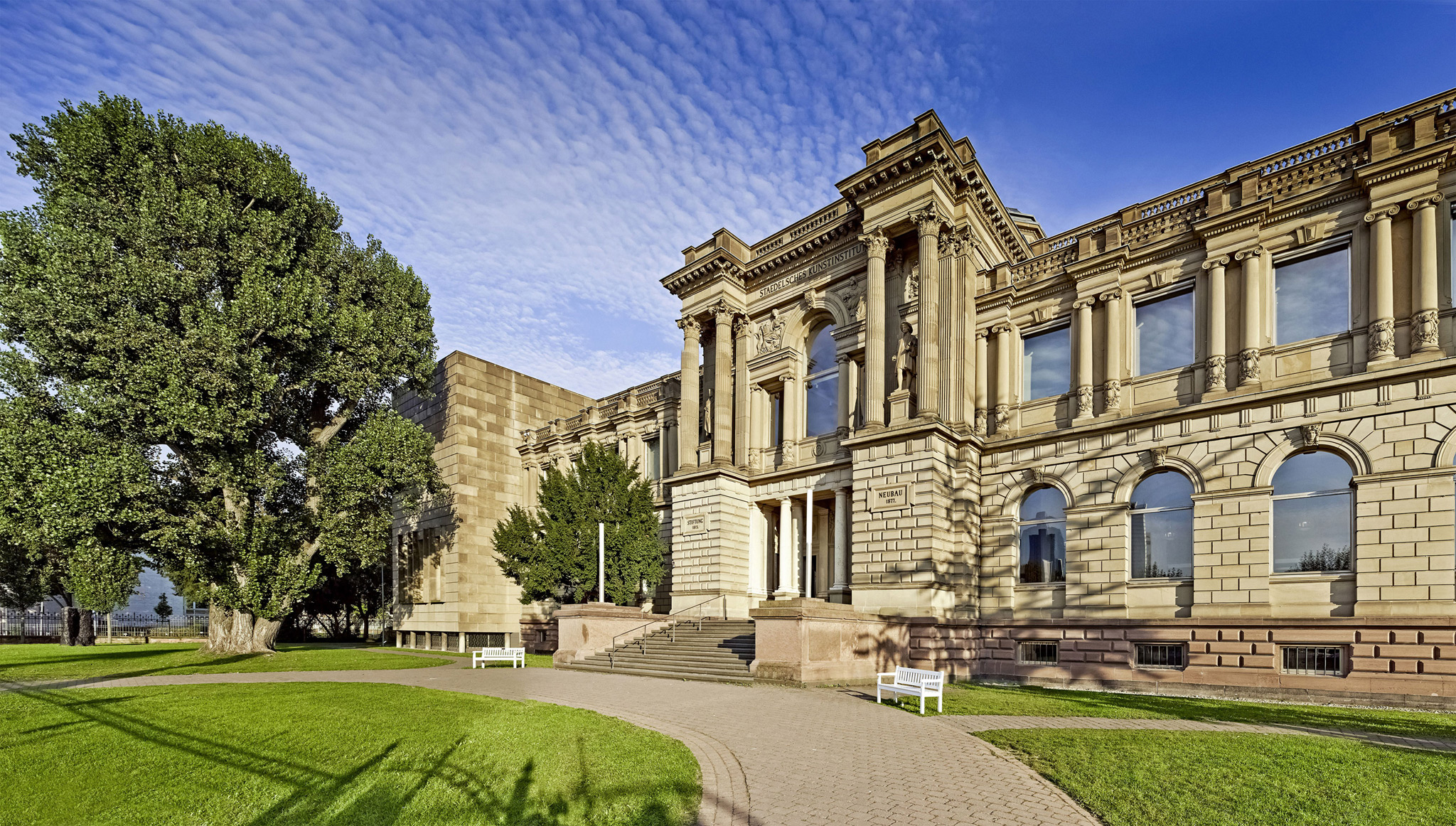
Das Städelsche Kunstinstitut in Frankfurt am Main wurde maßgebend durch die Initiative und das Engagement des bildungsaffinen Bürgertums der Stadt getragen. Somit ist es ein historisches Beispiel für die Bedeutung der Bildung, die in der sozialen Schicht des Bürgertums eine immer größere Rolle zu spielen beginnt

Entscheidendes Merkmal des Bildungsbürgertums, auch in seiner Eigenwahrnehmung, ist der Umgang mit Kultur. Traditionsgemäß richtete sich die Bildung nach spezifischen Kanons, die vom Bildungsbürgertum geprägt und rezipiert wurden. Diese reichen von der Literatur über Musik (Hausmusik, Kirchenmusik, Orchestermusik, Oper) und Theater bis hin zu späteren Entwicklungen wie dem Film. Vor allem auch der gesellschaftliche Austausch in Theatern, Opernhäusern, Konzertsälen oder Museen in den Großstädten wurde zum prägenden Moment des Milieus; diese Institutionen verdanken ihre Gründung und ihren finanziellen Unterhalt oft mäzenatischen Initiativen von Bildungsbürgern. Ab dem 18. und 19. Jahrhundert setzten sie sich für den Bau von Kulturbauten ein, die – oft im klassizistischen Stil tempelartig gestaltet – zu erweiterten öffentlichen Salons des sozialen und politischen Lebens wurden, so die Museumsinsel in Berlin (1830), die Wiener Staatsoper (1869) oder in Frankfurt am Main das Städelsche Kunstinstitut (1833). Auch in kleineren regionalen Zentren entstanden Privattheater oder Stadttheater, deren Orchester auch Opern- und Konzertaufführungen in die Provinzen brachten.

## Entwicklung

### 18. Jahrhundert
In Deutschland entwickelte sich das Bildungsbürgertum aus frühen Anfängen (seit der Reformation vor allem im Evangelischen Pfarrhaus, das die Klöster als älteste Bildungszentren ergänzte und ablöste und schließlich zur „Brutstätte der Dichter und Denker“ wurde) zunächst um die Berufsgruppen der Professoren (auch die meisten Universitäten lösten sich von der Katholischen Kirche) und der zahlreicher werdenden Staatsbeamten. Im frühen Bildungsbürgertum waren akademische und freie Berufe besonders stark vertreten, neben den Pastoren und Professoren die Lehrer, Apotheker, Ärzte, Rechtsanwälte, Richter, Kaufleute, Musiker, Künstler, Ingenieure und leitenden Beamten.
Ursache für die Herausbildung einer breiteren sozialen Schicht im 18. Jahrhundert, vor allem aus dem Berufsbeamtentum, war der spätabsolutistische Verwaltungsstaat, der für seine Reformtätigkeit eine große Zahl gut ausgebildeter Staatsdiener benötigte, die das alte System der vormodernen Ständeordnung nicht hervorzubringen vermochte. Im Rahmen dieser Politik richtete der Staat Bildungsanstalten ein, deren Zahl besonders in den größeren deutschen Staaten im Verhältnis zum übrigen Europa beachtlich war. Die jeweiligen Staaten sicherten sich die Loyalität des entstehenden Beamtentums durch Verleihung von Steuerprivilegien, Befreiung vom Kriegsdienst und Bevorzugung vor Gericht. Auf diese Weise entstand eine neue außerständisch-bürgerliche Schicht, die sich weder politisch noch wirtschaftlich, sondern administrativ-kulturell definierte und somit entscheidend zur Entwicklung einer gesamtdeutschen Nationalidee beitrug. Ein Beispiel für ein solches gebildetes Staatsbeamten-Patriziat sind etwa die „Hübschen Familien“ aus Kurhannover.

### 19. Jahrhundert

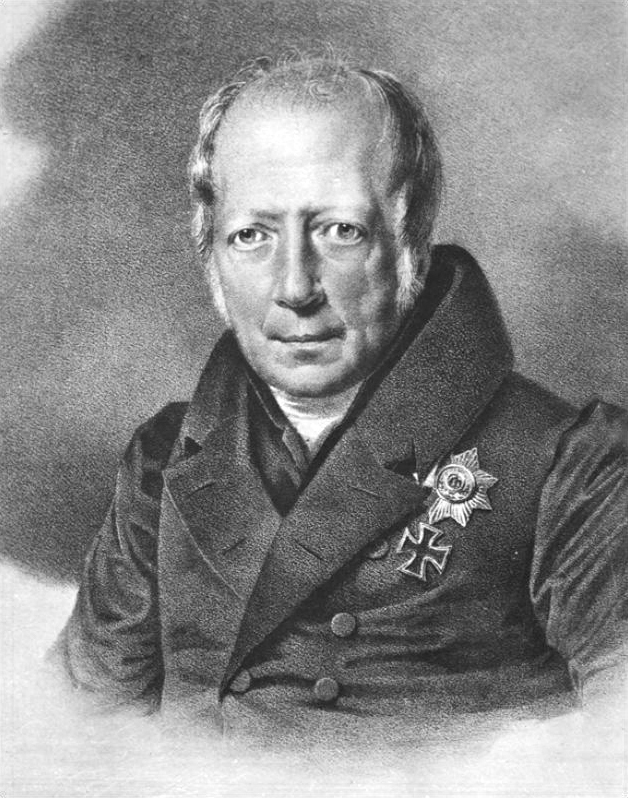
Wilhelm von Humboldt (1767–1835)

Obwohl Universitäten in Europa bereits seit dem frühen Mittelalter (u. a. in Bologna, Oxford, Paris, Heidelberg oder Basel) bestanden, wuchs die gesellschaftliche Bedeutung der Akademie im Zuge der Industrialisierung, als für das Wirtschaftswachstum und die neue Organisation der westlichen Staatsstruktur das Zurückgreifen auf wissenschaftlich gut instruierte Bürger unerlässlich wurde. Ab dem 19. Jahrhundert entstanden überall in Europa neue Universitätsstandorte, etwa die heutige Humboldt-Universität zu Berlin im Jahr 1810, sowie auch technisch-spezialisierte Hochschulen (wie etwa die Eidgenössische Technische Hochschule Zürich). Angehörige bildungsbürgerlicher Familien erhielten oft privilegierten Zugang zu Gymnasien und Universitäten.

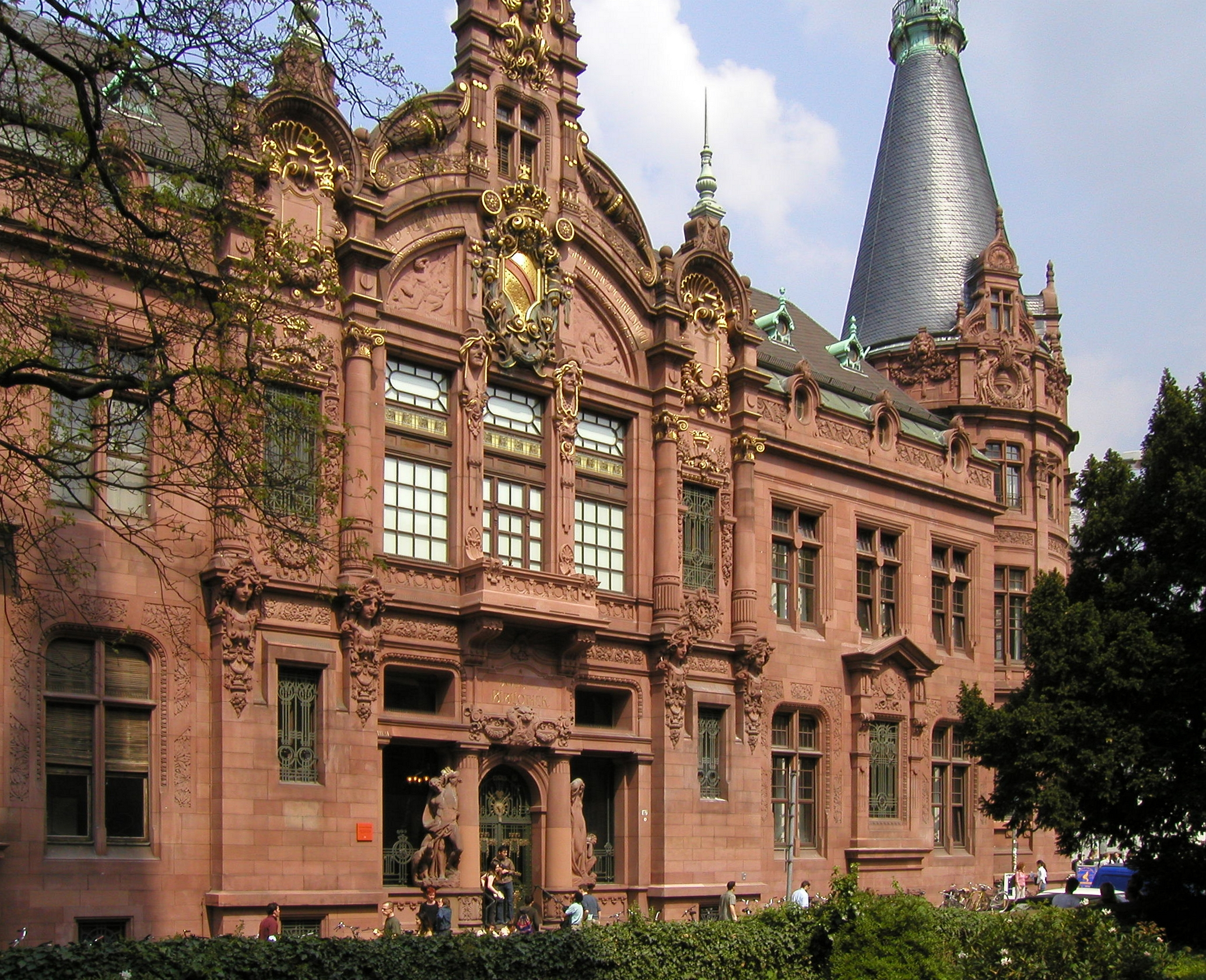
Die Institution der Universität (im Bild: Ruprecht-Karls-Universität Heidelberg) wurde zum zentralen Bezugspunkt der neuen bürgerlichen Schicht ab dem 19. Jahrhundert

Die geistesgeschichtlich große Zeit der deutschen Klassik und Romantik, deren Produkte zugleich verpflichtende Bildungsinhalte wurden, kulminierte in der Redewendung vom „Volk der Dichter und Denker“. Das bedeutendste geistige Produkt – und zugleich die eigentliche Programmatik – des Bildungsbürgertums schuf zu Beginn des 19. Jahrhunderts Wilhelm von Humboldt mit seinem humboldtschen Bildungsideal. Dieses entwickelte sich um die beiden Zentralbegriffe der bürgerlichen Aufklärung: den Begriff des autonomen Individuums und den Begriff des Weltbürgertums. Die Universität sollte ein Ort sein, an dem autonome Individuen und „Weltbürger“ hervorgebracht werden bzw. sich selbst hervorbringen. Die universitäre Bildung sollte keine berufsbezogene, sondern eine von wirtschaftlichen Interessen unabhängige Ausbildung sein. Damit wies das humboldtsche Bildungsideal über das eigentliche Bildungsbürgertum hinaus auf eine „menschliche Gesellschaft der Gleichen“, was dem Abgrenzungsbestreben mancher Bildungsbürger zuwiderlief. Aus wirtschaftsliberaler Sicht wurde (und wird) dagegen die Ansicht vertreten, dass Menschen sich auf ihre persönliche Arbeit konzentrieren sollten, um zu verhindern, dass sie aufgrund von zu breitgefächerten Möglichkeiten ihre Arbeit vernachlässigten.
Das Bildungsbürgertum des 19. Jahrhunderts zeichnete sich nach dem deutschen Germanisten Klaus Vondung durch folgende Eigenschaften aus:
- akademische Ausbildung
- „In-Group-Verhalten“, hervorgebracht durch ähnliche Bildungswege; über dieses Verhalten grenzte sich die Schicht von anderen sozialen Teilgruppen ab
- hohe Selbstrekrutierung
- gesellschaftliches Prestige ist wichtiger als wirtschaftliche Prosperität
- überwiegend protestantische Konfession
- gilt als „kulturelle Elite“
- besetzt Berufe, die die bürgerlichen Ordnungsentwürfe weitervermitteln und so sozial dominant werden lassen

Nach Arnold Zweig zeichnete sich die neue soziale Schicht des Bildungsbürgertums ab dem 18. Jahrhundert folgendermaßen aus: „von den deutschen Klassikern erzogen, die auf liberale und großzügige Art die neue Einheit der Nation mit Büchern, Gedanken, Kunstwerken und Weltanschauungen zu verwirklichen suchte.“ Mit dem Beginn der Industrialisierung in Deutschland (ab Mitte des 19. Jahrhunderts) gewann das – nur teilweise aus dem Bürgertum oder gar Bildungsbürgertum hervorgehende, überwiegend aber von erfolgreichen Handwerkern begründete – Wirtschaftsbürgertum (die „Bourgeoisie“) an Einfluss. Bildungsstreben und Streben nach wirtschaftlichem und gesellschaftlichem Erfolg bedingten einander nicht, konnten sich aber ergänzen und fördern.
Damit nahm die Entwicklung des deutschen Bürgertums einen späteren Verlauf als in den Nachbarstaaten England und Frankreich – das Bürgertum dieser Länder hatte die Teilhabe an wirtschaftlicher und nachfolgend politischer Macht schon früher erlangt: beginnend bereits im Spätmittelalter mit dem immer mächtiger werdenden englischen House of Commons, in dem sich schließlich die beiden Parteien der Whigs und Tories gegenübersaßen, wobei erstere überwiegend die städtischen, bürgerlichen und kaufmännischen Eliten (sowie religiöse Minderheiten) und letztere die ländliche, konservative (und anglikanische) Gentry repräsentierten. In Frankreich wurde der Aufstieg des Bürgertums lange durch die Hugenottenkriege und den nachfolgenden Absolutismus gebremst, doch im 18. Jahrhundert, seit der Régence, wurden auch dort die Kaufleute, Privatbankiers und Industriellen tonangebend und gelangten infolge der Französischen Revolution von 1789 (und endgültig unter dem „Bürgerkönig“) an die Schalthebel der politischen Macht.
Somit wiederholte sich auf nationalen Ebenen, was schon seit dem Spätmittelalter in vielen europäischen Stadtstaaten (den Handelsrepubliken), z. B. den Reichsstädten, Hansestädten, der Republik Venedig, der Republik Genua, Florenz, der Republik der Vereinigten Niederlande oder in den Schweizer Stadtkantonen (die vom Patriziat der Alten Eidgenossenschaft beherrscht wurden, also in Basel, Bern, Genf oder Zürich) zur Entstehung bürgerlicher Patriziate kaufmännischer Prägung geführt hatte. Diese Patrizier hatten sich allerdings inzwischen längst aristokratisiert, man spricht daher von „Städtearistokratien“ an der Spitze sogenannter „Aristokratischer Republiken“. Seit dem 17. Jahrhundert war, besonders in den Hansestädten, ein Großbürgertum entstanden, das bisweilen auch als „Bürgeradel“ bezeichnet wird. Anders als die älteren Patrizier strebte es nicht mehr primär dem Adel nach, indem es ländliche Grundherrschaften erwarb, sondern betonte bürgerliche Werte wie das Leistungsideal (kaufmännischer oder wissenschaftlicher Prägung) sowie eine gewisse Dezenz in der Zurschaustellung von Reichtum. Diese älteren bürgerlichen Führungsschichten wurden in ihren lokalen Wirkungskreisen seit Ende des 18. Jahrhunderts aber im Zuge von Revolutionen und Industrialisierung häufig ebenfalls durch neue Wirtschaftseliten abgelöst.
Das deutsche Beamten- sowie Bildungsbürgertum entstand in erheblicher Breite zwar bereits im 18. Jahrhundert, begann aber erst im Verlauf der ersten Hälfte des 19. Jahrhunderts, in der repressiven Zeit des Vormärz, politisch bewusst und dann politisch aktiv zu werden, wobei der Liberalismus – wie in den Nachbarländern – seinen Interessen in natürlicher Weise entsprach (in Frankreich als „Juste Milieu“ bezeichnet). Die von ihm initiierte 1848er Revolution scheiterte aber dann unter anderem an der Uneinigkeit des deutschen Bürgertums, das trotz seiner grundsätzlich liberalen Zielrichtung sich in zahlreiche politisch rivalisierende Einzelbewegungen aufsplitterte, die jeweils andere Akzente in den Vordergrund rückten: von Nationalkonservativen über Klerikalkatholische, Nationalliberale, Freisinnige bis hin zu Linksliberalen. Wesentliche Triebfeder hierfür waren nicht in erster Linie – wie vom Marxismus betont – ökonomische Interessengegensätze, sondern vor allem ein dem Bildungsbürgertum immanenter geistiger Habitus, der stets mittels Selbstkritik nach Selbsterkenntnis strebte – nach heutigen Begriffen „Selbstoptimierung“ –, was aber zugleich immer wieder die Herausbildung einer dauerhaften Gruppenidentität konterkarierte.
Nach dem Scheitern der 48er-Revolution zog das Bürgertum sich aus der Politik zunächst weitgehend zurück und kehrte erst in den 1860er Jahren in das öffentliche Leben zurück. Der sich daraus ergebende Unterschied in der innenpolitischen Entwicklung Deutschlands und z. B. Frankreichs (und das Verharren Russlands – wo es ein Bildungsbürgertum kaum gab – im Absolutismus andererseits) wird oftmals als Ursache für die Logik eines „deutschen Sonderweges“ – zum Beispiel von Hans-Ulrich Wehler – gesehen, und auch zu den ideologischen Faktoren für den Ersten Weltkrieg gezählt.
Signifikant ist die Unterscheidung zwischen den französischen Begriffen Citoyen (etwa: Staatsbürger, Bildungsbürger) und Bourgeois (etwa: Besitzbürger, Herrschaftsbürger). Der gebildete Citoyen denkt im Gegensatz zum typischen Besitzbürger nicht nur an sich selbst und das Geld, wobei ein überdurchschnittliches Einkommen bzw. Vermögen in diesen Kreisen meist vorausgesetzt wird. Als Kapital wird in diesen Kreisen das Vorhandensein von Wissen, Beziehungen und Verbindungen verstanden, was sie als das ursprünglichere und bedeutendere Kapitalvermögen begreifen als das Geldkapital. In Frankreich gibt es keine Parallele zum Begriff des Bildungsbürgertums, dort wird zumeist zwischen Bourgeoisie und Intellektuellen unterschieden, wobei weniger die soziale Herkunft im Vordergrund steht (viele Intellektuelle entstammen der Bourgeoisie) als vielmehr die Berufswahl und die Art des politischen oder gesellschaftlichen Engagements.
Unter der Ägide des Bildungsbürgertums nahm vor allem das Feuilleton der großen deutschsprachigen Zeitungen einen wichtigen Stellenwert ein und stellte die Auseinandersetzung mit Kultur somit auf denselben Rang wie diejenige mit Blick auf Politik oder Wirtschaft. Besonderes Renommee erlangte in dieser Sparte vor allem das Feuilleton der ehemaligen Neuen Freien Presse in Wien, welches durch die Mitarbeit von Theodor Herzl, Hugo von Hofmannsthal, Felix Salten, Alice Schalek, Arthur Schnitzler, Bertha von Suttner oder Stefan Zweig den erweiterten Umgang mit Kultur bis heute zum Pfeiler einer angesehenen Medienberichterstattung erhob. Eine ähnliche Rolle spielten die Frankfurter Zeitung, die Berliner Vossische Zeitung und das Prager Tagblatt.

### 20. Jahrhundert

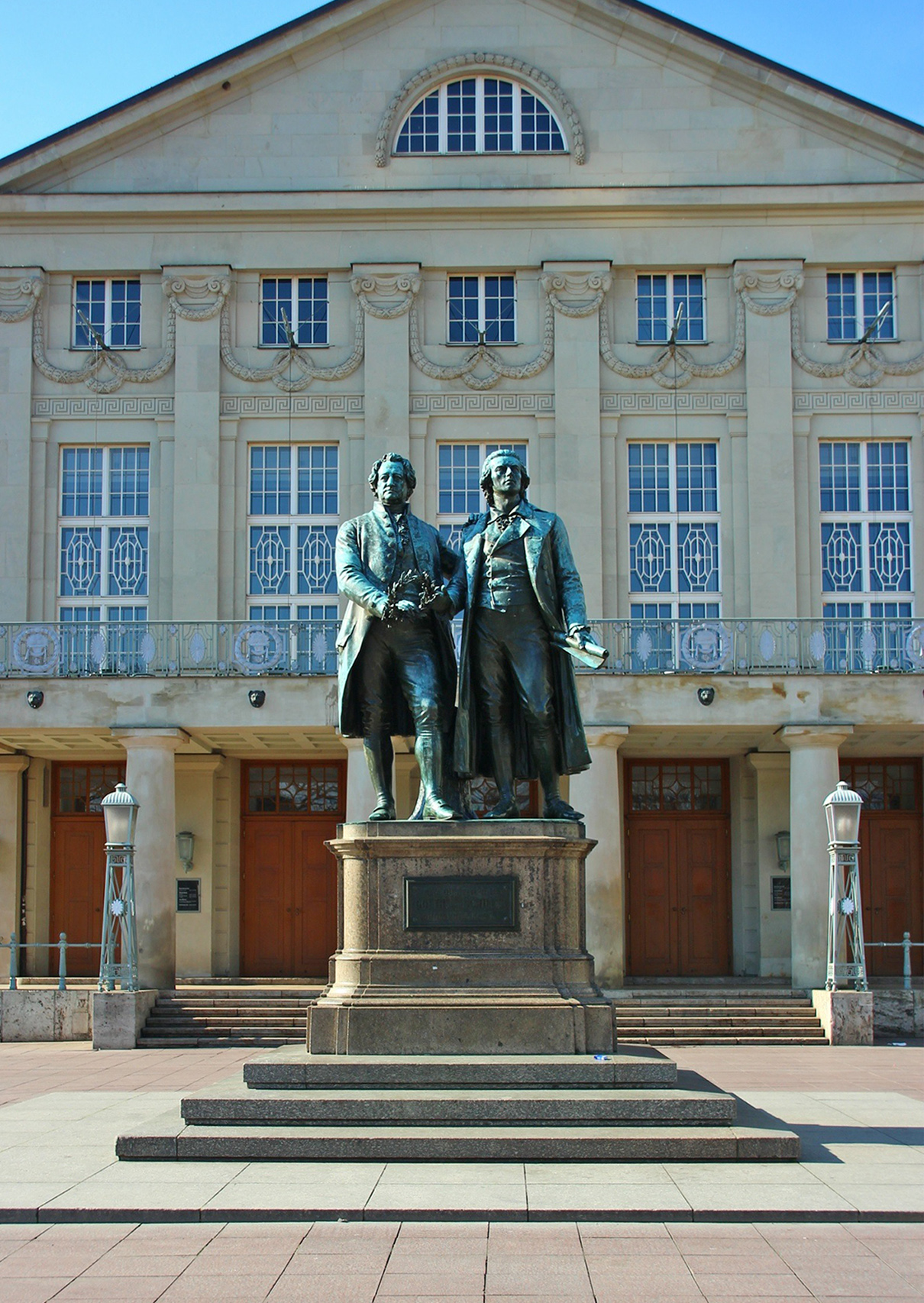
Das im Jahr 1906 neugestaltete Nationaltheater in Weimar wurde in der Zwischenkriegszeit zur wichtigen politischen Bühne der noch jungen Republik und unterstrich abermals den Versuch, kulturelle Bildung an erste Stelle des politischen Umgangs zu setzen

Im 20. Jahrhundert führten, insbesondere in Deutschland, soziale Umbrüche durch die beiden Weltkriege, durch Diktaturen und Währungsreformen, durch die Judenverfolgung im Dritten Reich und die antibürgerliche Ideologie des Kommunismus in der DDR, zur wiederholten Umwälzung der gesellschaftlichen Verhältnisse, zum Abstieg oder zur Vertreibung alter und zum Aufstieg neuer Eliten, oft aus bildungsfernen Ursprüngen (Kleinbürger, Handwerker, Lohnarbeiter), und schließlich zum Entstehen neuer gesellschaftlicher Strukturen, die mit Schlagworten wie „Nivellierte Mittelstandsgesellschaft“ oder „Zwei-Drittel-Gesellschaft“ charakterisiert werden, die im Wesentlichen in einer breiten neuen Mittelschicht verschmolzen seien. Als moderne Relikte des Bildungsbürgertums werden gelegentlich zum Beispiel Mitglieder der Schriftstellerfamilie Mann oder der Wissenschaftler-, Künstler- und Politikerdynastien Weizsäcker, Dohnányi und Albrecht hervorgehoben. Nicolaus Sombart beschreibt in seinen Memoiren Jugend in Berlin, 1933–1943 sein Heranwachsen in einem prominenten bildungsbürgerlichen Elternhaus in der Zeit des Nationalsozialismus. In dem Roman Der Turm thematisiert der Schriftsteller Uwe Tellkamp das Überleben von Bildungsbürgern in der DDR durch „innere Emigration“.
Die definitionsgemäß breite Bildung umfasste von alters her Bibelstudium, altsprachliche, historische, kunsthistorische und literarische Kenntnisse, namentlich den Kanon der Literatur, und immer gehörte auch musische Bildung (Musik, Kunst, Gesellschaftstanz) dazu. Im Rahmen der beruflichen Ausbildung spielten Rechtswissenschaft, Medizin und Handelsgeschäfte eine wichtige Rolle. Seit dem 19. Jahrhundert gewannen naturwissenschaftliche Fächer wie Mathematik, Physik, Chemie und Biologie an Bedeutung für die Arbeitswelt, im 20. Jahrhundert kamen zahlreiche neue Fächer wie Wirtschaftswissenschaft, Informationswissenschaft, Informatik hinzu. Seit Mitte des 20. Jahrhunderts spezialisierte sich das Berufsleben, besonders in den höheren Lohnbereichen, in immer komplexerem Expertentum (Stichwort „Fachidiot“), sodass die verpflichtende Aneignung eines Bildungskanons auch für ambitionierte Aufsteiger obsolet wurde, weil weder die Notwendigkeit noch die Möglichkeit hierfür gegeben war, wie sie einst der finanziell gesicherte Bildungsbürger hatte. Selbst das Gymnasium betont mittlerweile die Ausdifferenzierung in Fachprofile. Das Ideal (oder die Notwendigkeit) des wirtschaftlich verwertbaren Spezialistentums hat das Humboldtsche Bildungsideal endgültig verdrängt.
Bisweilen wurde der Begriff „Bildungsbürger“ dann auch in abfälligem Sinne verwendet.

### 21. Jahrhundert
Globalisierung und Digitalisierung führen inzwischen zu neuen gesellschaftlichen Umwälzungen: Nach David Goodhart stehen heute zunehmend den Anywheres die Somewheres gegenüber: Neue, digital kompetente, beruflich erfolgreiche, gesellschaftlich und politisch progressiv gesinnte (oft im fließenden Übergang zwischen liberal, linksliberal oder grün angesiedelt), neuartige „Weltbürger“ (allerdings fokussiert auf digitale Trends und ohne die umfassende Bildung des „Weltbürgers“ im Sinne des humboldtschen Bildungsideals), deren Arbeits- und Kommunikationsfeld die ganze Welt ist, stiegen auf, während beruflich, sozial oder regional „Abgehängte“ im Abstieg begriffen oder von Abstiegsängsten erfüllt seien und daher angewiesen auf vertraute Umgebungen, traditionelle Lebensweisen und einen funktionierenden Nationalstaat mit Sozial- und Sicherheitsleistungen. Aus dem Milieu einer gebildeten, sozial gesicherten und urbanisierten Mittelschicht heraus werden Positionen vertreten (Stichworte Fridays for Future, Letzte Generation), die von Moralismus geprägt sind, während Dienstleistungsproletariat, prekäre Selbständige, „niederkonkurrierte Verbitterte“ aus der Mittelschicht sowie unterversorgte ländliche Bevölkerung von Existenzängsten geplagt werden, die durch sozioökonomische Veränderungen wie Deindustrialisierung, Globalisierung der Arbeitsmärkte, Digitale Fabriken, Lohndumping, Landflucht oder auch persönliche Umstände wie Trennung oder Überschuldung verursacht werden. Der Soziologe Heinz Bude argumentiert, aus Sorge um den Verlust eines „prekären Wohlstands“ entstünden so „Koalitionen der Angst“ und ein „diffuses Systemmisstrauen“, das anti-intellektuellem Populismus in die Hände spiele. Migration oder Bankenkrisen würden daher zu Reizthemen auch für Gebildete, die sich von Staat und Gesellschaft im Stich gelassen fühlen.
In der digitalisierten Welt gehen nicht nur alte Industriezweige unter oder wandern in Entwicklungsländer ab (die dadurch wirtschaftlich aufsteigen, womit die Entstehung eines neuen „weltweiten Dienstleistungsprekariats“ einhergeht) – sondern wird zugleich auch „das humanistische, oft national kodierte hochkulturelle Bildungswissen in der global verflüssigten, digital vernetzten Aufmerksamkeitsökonomie radikal entwertet. Ein Kanon versinkt, ein neuer ist nicht in Sicht, dafür aber tausend Trends. Nicht nur industrielles Kapital wird verschrottet, sondern auch kulturelles“ (Gustav Seibt). Die kulturellen Leistungen, der Bildungsschatz der vordigitalen Zeit werden zum exotischen Randthema für Spezialisten. Dies kann – nach Cornelia Koppetsch – zu „neuen Ressentimentgemeinschaften“ führen, zwischen materiell Deklassierten („Wutbürgern“) und „altmodischen Gebildeten“, die kulturelle Verlusterfahrungen machen („Kulturpessimisten“).

## Städtebau

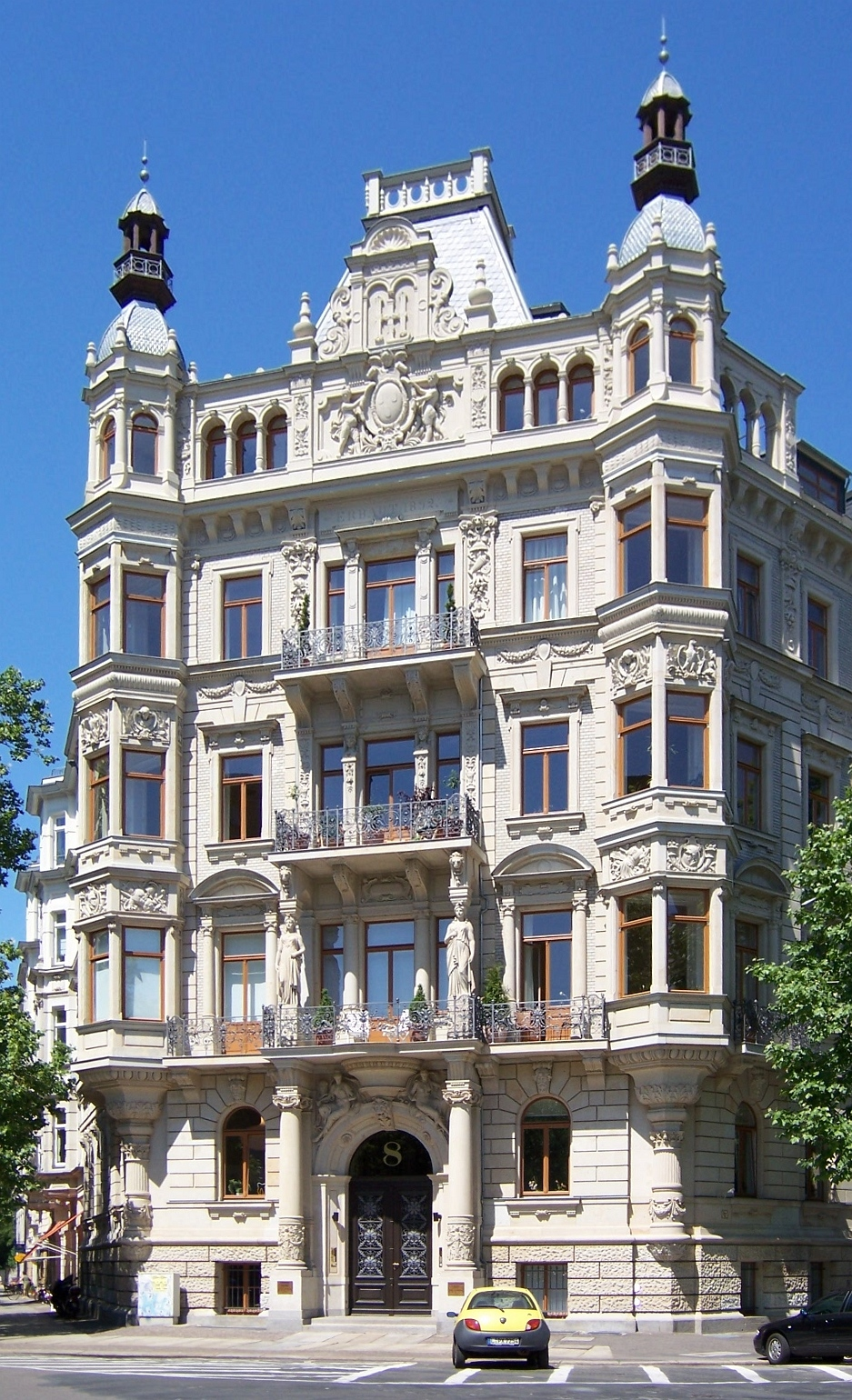
Das Musikviertel in Leipzig repräsentiert die städtebaulichen Entwürfe und Auslegungen für das Bildungsbürgertum im Deutschland der Gründerzeit

In vielen Städten etablierten sich im 19. Jahrhundert zum ersten Mal ganze Quartiere und Stadtviertel, welche für die Bedürfnisse des überall aufstrebenden Bürgertums gebaut wurden. Diese Viertel unterschieden sich zum einen von den aristokratischen Stadtpalais, zum anderen aber auch von einfachen Arbeiterunterkünften, waren meist großzügig von Grünflächen umgeben und hatten einen gewissen repräsentativen Charakter.
Zu den berühmtesten Beispielen dieser Art von Städtebau zählen innerhalb der Groß- und Universitätsstädte (Auswahl):

### Deutschland
- Berlin: Charlottenburg, Dahlem, Lichterfelde, Nikolassee, Schöneberg (insbesondere das Bayerische Viertel), Wilmersdorf oder das ehemalige Hansa-Viertel
- Dresden: Weißer Hirsch
- Frankfurt am Main: Bockenheim oder Westend
- Halle (Saale): Paulusviertel
- Hamburg: Hamburg-Nord oder die Elbvororte
- Heidelberg: Neuenheim oder Weststadt
- Leipzig: Musikviertel, Bachviertel oder Waldstraßenviertel
- München: Neuhausen-Nymphenburg oder Schwabing

### Österreich
- Salzburg: Riedenburg
- Wien: Cottageviertel

### Schweiz
- Basel: Bachletten, Ring-Quartier
- Bern: Kirchenfeld
- Zürich: Enge, Hottingen